# Philomena Mwilu

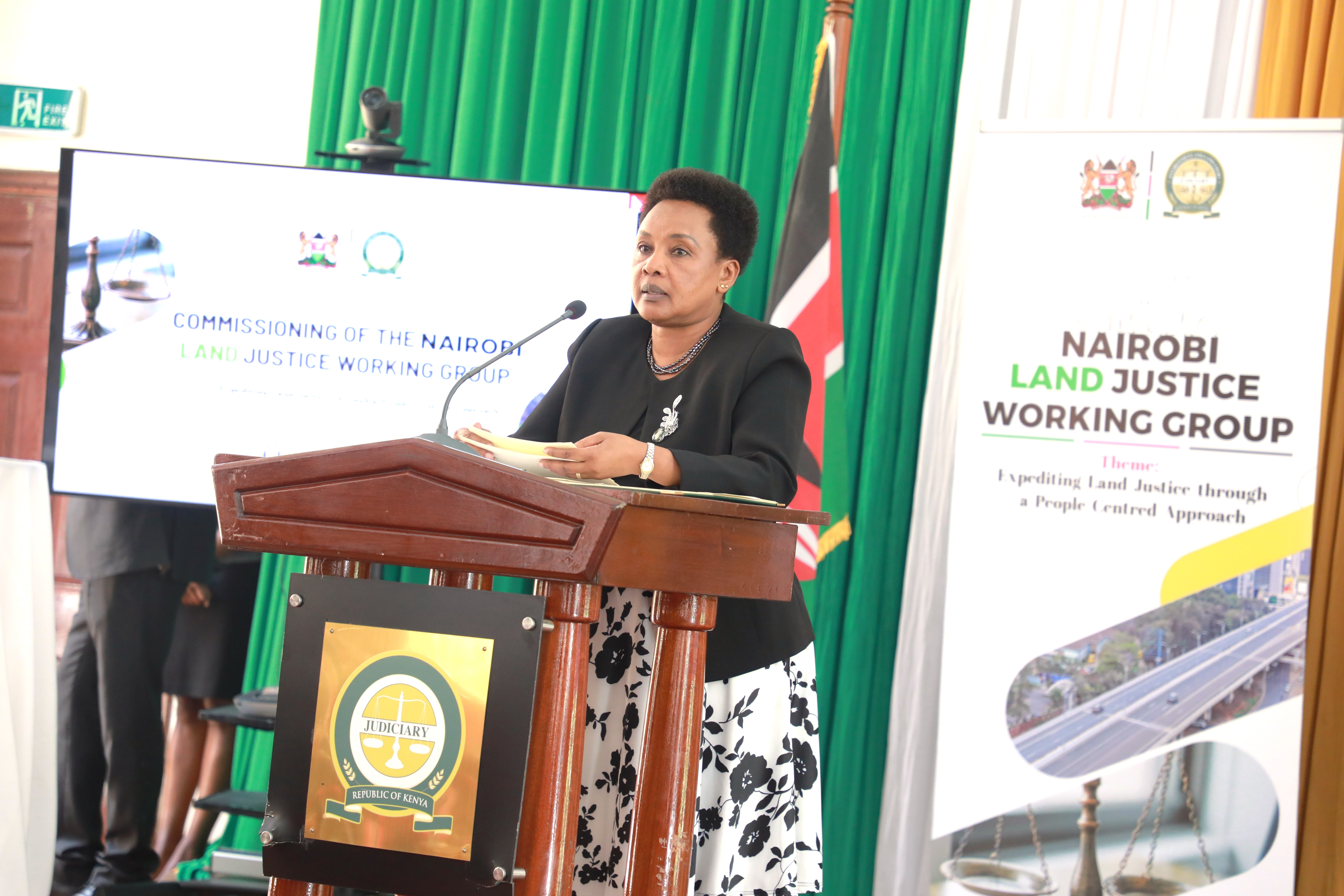
Philomena Mwilu (2024)

Philomena Mbete Mwilu (* 15. April 1957 im Makueni County) ist eine kenianische Richterin. Seit 2016 ist sie Richterin und Vizepräsidentin des Supreme Court of Kenya.

## Leben und Wirken
Mwilu erwarb nach dem Studium der Rechtswissenschaften an der University of Nairobi den Titel Bachelor of Laws. Anschließend war sie nach ihrer Zulassung zur kenianischen Anwaltschaft 1984 in verschiedenen Kanzleien in Nairobi tätig. 1991 wechselte sie als Leiterin der Rechtsabteilung in ein größeres kenianisches Versicherungsunternehmen. 1999 wechselte sie als Vorstandssekretärin in die staatliche Elektrizitätsregulierungsbehörde Kenias. 2006 wurde sie Direktorin der Nairobi Water and Sewerage Company. 2008 wurde sie zur Richterin am High Court von Kenia ernannt und dort zunächst in der Handelsabteilung in Nairobi eingesetzt, später an der Außenstelle in Eldoret. Nach einer weiteren Verwendung in der Strafabteilung wurde sie im Januar 2012 zur Leiterin der Abteilung für Umwelt und Land ernannt. Im November 2012 wechselte sie an den Court of Appeal of Kenya. Am 28. Oktober 2016 wurde sie zur Richterin am Supreme Court of Kenya und gleichzeitig zu dessen Vizepräsidentin ernannt.
Für Aufsehen sorgte, als Mwilu im August 2018 in ihren Büroräumlichkeiten verhaftet wurde. Generalstaatsanwalt Noordin Haji warf ihr Korruption, Steuerhinterziehung und unzulässige Geschäfte mit einer lokalen Bank vor. Gegen eine Kaution von 5 Millionen Kenia-Schilling wurde sie wieder auf freien Fuß gesetzt. Das Verfahren wurde eingestellt, nachdem ein strafbares Verhalten nicht nachgewiesen werden konnte.
Nach dem altersbedingten Ausscheiden von David Maraga als Präsident des Supreme Court am 11. Januar 2021 und vor der Ernennung von Martha Koome am 21. Mai 2021 fungierte Mwilu als kommissarische Präsidentin des Supreme Court.
Mwilu engagiert sich für die Schulbildung von Jungen und Mädchen in ganz Kenia und setzt sich insbesondere für die gleichberechtigte Förderung von Mädchen ein. Hierfür erhielt sie am 11. April 2017 in der Klasse Moran den kenianischen Order of the Golden Heart. Am 12. Dezember 2024 stieg sie in die Klasse Elder auf.